# Chocolate Menta Mastik

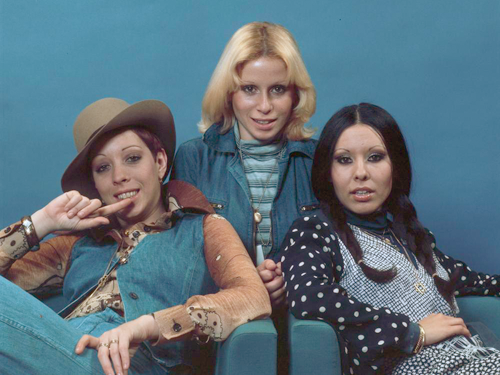
Chocolat, Menta, Mastik 1976

Chocolate Menta Mastik (hebräisch שוקולד מנטה מסטיק, deutsch ‚Schokolade Minze Kaugummi‘) war ein israelisches Frauentrio, bestehend aus den Sängerinnen Jardena Arasi, Ruthie Holzman und Leah Lupatin (im ersten Jahr noch: Tami Azaria). Die Popgruppe bestand von 1972 bis 1978.

## Werdegang
Die Gruppe, die überwiegend in Israel bekannt war, veröffentlichte drei Alben und einige Singles mit Pop- und Disco-Titeln. Sie wurden ausgewählt, ihr Land beim Eurovisie Songfestival 1976 in Den Haag zu vertreten. Mit dem Popsong Emor Shalom von Matti Caspi und Ehud Manor erreichten sie den sechsten Platz.
In späteren Jahren gab es gelegentlich gemeinsame Auftritte der Gruppe.

## Diskografie

### Alben
- 1975: שוקולד מנטה מסטיק
- 1976: תקליט שני
- 1977: בשירי ההצגה הכי תמימה בעיר "הלילה הראשון"
- 1978: הפרוטה והירח משירי הצ׳יזבטרון (mit Arik Lavie)

### Singles (Auswahl)
- 1974: נח (mit Matti Caspi)
- 1976: ’Emor shalom
- הוי ארצי מולדתי